# منل روانو
منل روانو (انگلیسی: Manel Ruano؛ زادهٔ ۱۶ ژوئیهٔ ۱۹۷۴) بازیکن فوتبال اهل اسپانیا است.
از باشگاه‌هایی که در آن بازی کرده‌است می‌توان به باشگاه فوتبال اتلتیکو مادرید، باشگاه فوتبال لوانته، باشگاه فوتبال رایو وایکانو، و باشگاه فوتبال رئال وایادولید اشاره کرد.